# Henk Badings
Hendrik Herman (Henk) Badings (Bandoeng, Nederlands-Indië, 17 januari 1907 – Hugten bij Maarheeze, 26 juni 1987) was een Nederlandse componist.

## Levensloop
Badings werd geboren op Java in het toenmalig Nederlands-Indië. In 1915 kwam hij als wees naar Nederland, waar hij onder strenge voogdij geplaatst werd. Hij bezocht de lagere en middelbare school in Gorinchem en volgde vioolles bij Ch. de la Rosière. Op 12-jarige leeftijd schreef hij reeds een vioolsonate. De intelligente en talentvolle Badings was ook begaafd op het gebied van schilderen, boetseren, dichten en wiskunde. Hij studeerde mijnbouw aan de Technische Hogeschool in Delft, waar hij enige jaren werkzaam was als wetenschappelijk medewerker in de historische geologie en paleontologie, alvorens zich geheel aan de muziek te wijden.
Na zijn afstuderen als ingenieur studeerde hij enige tijd compositie bij Willem Pijper. In 1934 werd hij leraar compositie aan het Conservatorium van Amsterdam en aan het Rotterdams Conservatorium. Tussen 1941 en 1945 was hij directeur van het Koninklijk Conservatorium in Den Haag, na het door de bezetters afgedwongen vertrek van Sem Dresden. Bovendien was Badings lid van de Nederlandsche Kultuurraad. Dat leverde hem korte tijd een beroepsverbod op na de Tweede Wereldoorlog, dat in 1947 werd ingetrokken.
Hij was vanaf 1954 leraar compositie aan de Internationale Orgel Academie te Haarlem. In 1961 werd hij benoemd tot docent in de akoestiek aan de toenmalige Rijksuniversiteit te Utrecht.
Hij was tevens in 1962 en 1963 gasthoogleraar aan de Universiteit van Adelaide, Australië en aan de Universiteit van Pittsburgh in Pittsburgh, Pennsylvania. Verder was hij van 1962 tot 1972 hoogleraar compositie aan de Hochschule für Musik und Darstellende Kunst Stuttgart in Stuttgart, Duitsland. Badings hield vele spreekbeurten, nam deel aan jury's en schreef essays.
Badings overleed op tachtigjarige leeftijd.

## Werk
Badings eerste succes als componist dateert van 27 september 1931, toen zijn eerste celloconcert uitgevoerd werd in het Concertgebouw te Amsterdam door Henk van Wezel met het Concertgebouworkest onder leiding van Eduard van Beinum. Datzelfde orkest voerde daar ook reeds in 1930 zijn eerste symfonie uit onder Louis Marie George Arntzenius (1899-1964). Daarna volgde de uitvoering van zijn 2e symfonie en in 1933 van zijn vioolsonate tijdens het muziekfeest in Praag. Vervolgens verschenen zijn werken veelvuldig op de programma's van de symfonieorkesten en zo werden steeds meer stukken op internationaal vlak bekend. De periode na de oorlog werd gekenmerkt door een intensieve kennismaking met elektronische muziek. Vanaf 1956 tot 1963 werkte hij daarin samen met pioniers als Dick Raaijmakers en Tom Dissevelt in het Philips Natuurkundig Laboratorium. Werk van Badings uit die tijd is uitgebracht op Popular Electronics. Early Dutch electronic music from Philips Research Laboratories, 1956-1963.
Badings oeuvre varieert van opera (Orestes) tot elektronische muziek (Kain en Abel) en van filmmuziek tot symfonie. Niet alleen schreef hij symfonische en vocale muziek, maar ook stukken voor kamermuziek en werken voor blaasorkest.
De werken van Badings dragen een zeer persoonlijke stijl. Ze zijn in drie periodes te rangschikken.

#### Eerste periode
De eerste periode loopt tot ongeveer 1940. Badings' composities in die periode worden gekenmerkt door somberheid, lange brede zangerige melodische lijnen, donkere orkestrale kleuren en het frequent gebruik van de octotoniek (de muziek en de toonladder die gebruikmaakt van tonen die afwisselend een hele en een halve toonafstand van elkaar liggen). Reeds in deze eerste stukken bleek zijn vernieuwingsdrang. Deze octotonische toonreeks werd voor het eerst door Badings systematisch onderzocht en toegepast. Uit deze vroege composities blijkt al duidelijk de contrapuntische stijl, en dit, vooral door de zeer complexe canonische vormen van de thematische ontwikkeling.

#### Tweede periode
De tweede periode start omstreeks 1940. Badings' muziek toont een voorliefde voor lichtere harmonische kleuren, meer "speelbare" melodische structuren en een doorzichtiger orkestrale textuur. Deze karakteristieken zijn ook in latere werken nog terug te vinden. Als tweede vernieuwingstechniek paste hij boventoonreeksen toe. De daarbij gevonden mogelijkheden doen een beroep op suggestie en het corrigerend vermogen van het menselijk oor, door gebruik te maken van de 8e tot en met de 15e boven- of natuurtoon. Hierdoor ontstaat de indruk dat een muziekstuk in de reine of natuurstemming geschreven is.

#### Derde periode
Alhoewel hij sinds 1952 pionierswerk in de ontwikkeling van de elektronische muziek verrichtte, componeerde hij ook steeds meer voor traditionele uitvoeringen en bezettingen. De derde mogelijkheid tot vernieuwing was het 31-toonstelsel. Hierbij wordt gebruikgemaakt van kleinere tonen dan de kleine secunde. Een octaaf wordt dan verdeeld in 31 tonen. Badings bouwde een sirene die 31-tonig was. Hij kon zijn ideeën op dit gebied pas goed ontwikkelen toen Adriaan Fokker in Haarlem een 31-toonsorgel, het zogenoemde Fokker-orgel, had laten bouwen.
Badings had ook al baanbrekend werk verricht op het gebied van elektronische klankbronnen. Hij schakelde daarbij de computer in. Op die manier ontstonden nieuwe inzichten ten aanzien van de relatie tussen tempo en toonduur. Dit elektronische fenomeen kan zich niet alleen aan alle traditionele instrumentale timbre-typen aanpassen, maar kan de muziek ook verrijken.
Ook al was Badings een zoeker naar vernieuwing, toch bleef zijn stijl gekenmerkt door een voorliefde voor klassieke vormgeving: melodiek, harmoniek en ritmiek blijven steeds als zodanig gerespecteerd en herkenbaar.
Zoals César Franck maakt ook Badings vaak gebruik van het kiemcel-procedé. Thema's en themamotieven worden afgeleid uit één motief. Vermeldenswaardig is ook dat Henk Badings geen componist-aan-de-piano was, maar alles hoorde met het inwendige oor. Al zijn werken zijn een voor een uit inspiratie geboren. De uitgebreidheid van zijn oeuvre is niet synoniem met lichtvaardigheid.

#### Onderscheidingen
Talrijke composities van Badings werden onderscheiden met binnen- en buitenlandse prijzen. In 1949 werd hij erelid van de Vlaamse Academie van Wetenschappen, Letteren en Beeldende Kunsten te Brussel. In 1967 werd hij onderscheiden met de Johan Wagenaar-Prijs en in 1972 met de Sweelinckprijs. In 1965 werd hij ereburger van New Martinsville in West Virginia en ook onderscheiden met de Medaille Arts-Sciences-Lettres van de Société Académique Arts-Sciences-Lettres. In 1984 werd hij tijdens het Blazersfestival op 9 december 1984 in de Sporthal Boshoven te Weert en de wereldpremière van zijn werk Figures sonores door de Koninklijke Harmonie van Thorn onder leiding van Jan Cober onderscheiden met de Prijs Nederlandse Blaasmuziek.

## Composities

### Werken voor orkest

#### Symfonieën
- 1930 Symfonie nr. 1 in C groot, voor orkest
- 1932 Symfonie in C groot, voor 16 solo-instrumenten
- 1932 Symfonie nr. 2 in D groot, voor orkest
- 1934 Symfonie nr. 3, voor orkest (opgedragen aan Willem Mengelberg)
- 1942 Symfonische Ouverture
- 1943 Symfonie nr. 4, voor orkest
- 1949 Symfonie nr. 5, voor orkest (geschreven ter gelegenheid van het zestigjarig bestaan van het Concertgebouw en opgedragen aan het Concertgebouworkest)
- 1953 Symfonie nr. 6 (Psalmensinfonie), voor 4-8 st. gemengd koor en klein Symfonieorkest (Geschreven in opdracht van de Nederlandse Radio Unie (NRU))
- 1953 Symfonisch Scherzo, voor orkest
- 1954 Louisville - Symfonie (Symfonie nr. 7), voor orkest (Opgedragen aan The Louisville Orchestra)
- 1956 Symfonische muziek - Symfonie nr. 8 , voor orkest (gecomponeerd voor het orkest van de Norddeutscher Rundfunk (NDR) studio Hannover)
- 1960 Symfonische variaties, over een Zuid-Afrikaans thema
- 1960 Symfonie nr. 9, voor strijkorkest (Opgedragen aan Szymon Goldberg en het Nederlands Kamerorkest)
- 1961 Symfonie nr. 10 in C groot, voor orkest (geschreven in opdracht van de Rotterdamse Kunststichting)
- 1964 Sinfonia giocosa (Symfonie nr. 11) in D groot, voor orkest
- 1964 Symfonische klankfiguren (Symfonie nr. 12) in Es groot, voor orkest (Geschreven voor het jubileum van het Residentie Orkest 1964 en opgedragen aan Willem van Otterloo en zijn orkest)
- 1968 Symfonische triptiek (Symfonie nr. 14) in A groot, voor orkest (Geschreven voor het Festival van Vlaanderen 1968)

#### Concerten voor instrumenten en orkest
- 1928 Concert nr. 1, voor viool en orkest
- 1930 Concert nr. 1, voor cello en orkest (opgedragen aan Henk van Wezel)
- 1933-1935 Concert nr. 2, voor viool en orkest
- 1939 instr.1954 Concert nr. 2 in D groot, voor cello en orkest
- 1940 Concert, voor piano en orkest
- 1942 Triple-concert, voor viool, cello, piano en orkest
- 1944 Concert nr. 3 in D groot, voor viool en orkest
- 1947 Concert nr. 4 in C groot, voor viool en orkest (opgedragen aan Hans Brandts Buys)
- 1951 Concert, voor saxofoon (Instrumentatie voor orkest)
- 1952 Concert, voor orgel en orkest (Geschreven in opdracht van de Commissie Internationaal Orgelconcours 1952)
- 1954 Concert, voor twee violen en orkest (geschreven in opdracht van de Wagenaarstichting, opgedragen aan Herman Krebbers en Theo Olof)
- 1955 Atlantische dansen, voor piano en klein orkest
  1. Ragtime
  2. Blues
  3. Tango
- 1956 Concert, voor dwarsfluit en orkest (geschreven in opdracht van het Studenten muziekgezelschap "Sempre Crescendo" en opgedragen aan zijn dirigent Jaap Stotijn)
  1. Lent-allegro molto
  2. Scherzo
  3. Passacaglia
  4. Molto vivace
- 1964 Concert, voor twee piano's en orkest
- 1965 Concerto - "Alt concert", voor altviool en strijkorkest
- 1965 Concerto - "Dubbelconcert nr. 4" in A groot, voor viool, altviool en orkest
- 1966 Concert nr. 2 in D groot, voor orgel en orkest (Geschreven in opdracht van de Orgelcommissie te Haarlem)
- 1969 Concert nr. 2 (Dubbelconcert nr. 5), voor twee violen en orkest (Geschreven in het 31-toonsysteem en opgedragen aan Bouw Lemkes en Jeanne Vos)
- 1981 Tripelkonzert nr. 3, voor dwarsfluit, hobo, klarinet en orkest (geschreven in opdracht van de stad Eindhoven)
  1. Introduzione e allegro energico
  2. Cadenze accompagnatew
  3. Finale

#### Andere orkestwerken
- 1935 Allegro, voor strijkorkest
- 1935 Hora voor kamerorkest
- 1935 Largo en allegro, voor strijkorkest
- 1935 Predilcova, voor kamerorkest
- 1936 Inleiding tot een treurspel - "Tragische ouverture" in d klein, voor orkest
- 1936 De Westewind, declamatorium met orkestbegeleiding - tekst: Geerten Gossaert
- 1937 Symfonische variaties
- 1938 Gedenckclanck op Oud Hollandsche thema's uit Valerius' "Gedenckclanck", suite voor orkest
  1. Intrada
  2. Pavane
  3. Gagliarda
  4. Saltarello
  5. Sarabande
  6. Rondeau
  7. Finale
  8. Wilhelmus
- 1938 Declamatorium, voor een spreekstem met begeleiding van dwarsfluit, hobo, viool, altviool en orgel - (Geschreven voor de V.P.R.O. op een tekst van Duco Vorster ter gelegenheid van het veertigjarig ambtsjubileum van Hare Majesteit de Koningin Wilhelmina der Nederlanden)
- 1942 Symphonische Proloog in Bes groot, voor orkest (gecomponeerd voor de feestelijkheden van de Wiener Philharmonie in 1942 en opgedragen aan de Wiener Philharmoniker)
- 1944 Fanfare 1429 de Jeanne d'Arc, voor orkest met obligaat-trompetten
- 1946-1948 Rondo Giocoso in G groot, voor kamerorkest, piano (of orgel)
- 1948 Aria trista e rondo giocoso voor kamerorkest
- 1948 Les Elfes, declamatorium met orkestbegeleiding - tekst: Leconte de Lisle uit "Poèmes Barbares" (geschreven voor Mevr. Iris Zeilinga-Doodeheefver)
- 1949 Divertimento ("Divertissement à la cour de Chinon" - Scène de la vie de Jeanne d'Arc), voor orkest (geschreven in opdracht van het Residentieorkest)
- 1949 Holland-Rhapsody, voor orkest (Geschreven voor de Télé-Radio-Ciné op de instigatie van R. Lange en P. Baro)
- 1950 Ballade - symfonische variaties over: "Het waren twee conincskindren", voor orkest (opgedragen aan Eduard Flipse en zijn Rotterdams Philharmonisch Orkest)
- 1950 Boerendans uit Terschelling, voor klein orkest
- 1950 Drentsche dans (Marie Katoen), voor klein orkest (In opdracht van de Wereldomroep)
- 1950 Pupazzetti azzuri, suite van drie moderne dansen voor kamerorkest
  1. Ragtime
  2. Blues
  3. Tango
- 1952 Kerstdeclamatorium, voor spreekstem, dwarsfluit, hobo, 2 violen, altviool en cello - op een tekst van A. Horsting-Boerma (geschreven voor de V.P.R.O.)
- 1953 Ballade van den watersnood declamatorium met pianobegeleiding op - tekst: J.W.F. Werumeus Buning
- 1953 Serenade, voor orkest (Gecomponeerd in opdracht van de AVRO ter gelegenheid van het 30-jarig bestaan)
- 1954 Ouverture, voor orkest (Opgedragen aan Eduard van Beinum)
- 1954 Festival overture - Ouverture allegra, dramatische ouverture voor een Holland Festival
- 1955 Nederlandse dansen - Hollandse Boerendans, voor orkest
- 1956 Dansvariaties op het Nederlandse volkslied "Zeg Kwezelken, wilde gij dansen?", voor orkest (geschreven in opdracht van de Nederlandse Christelijke Radio Vereniging (N.C.R.V.))
- 1957 Mars, voor kamerorkest (geschreven in opdracht van de Nederlandse Christelijke Radio Vereniging (NCRV))
- 1957 Nederlandse dansen, voor orkest
- 1959 Capriccio, voor viool met begeleiding van twee elektromagnetische klanksporen, samengesteld met 12 sinusgeneratoren
- 1961 Ierse ouverture in C groot, voor orkest (opgedragen aan "The Festival of Cork")
- 1967 Rielen, voor klein orkest
- 1967 Westfriese Boerendans, voor klein orkest
- 1971 Symphonietta, Speelmuziek voor kamerorkest
- 1975 Tweede Suite van Nederlandse Dansen, voor kamerorkest
- 1980 Azioni musicali per dodici strumenti - muzikaal spel voor twaalf instrumenten (geschreven voor "Octopus")
- 1982 Concerto, voor orkest
  1. Intrduzione
  2. Scherzo presto
  3. Elegia passionanata
  4. Finale quodlibet
- 1985 Serenade, voor strijkers

### Werken voor harmonie- en fanfareorkest
- 1942 Intrada (Intocht der schutters uit de "Nachtwacht"), voor harmonieorkest
- 1951 Concert, voor (alt-)saxofoon en symfonisch blaasorkest
- 1954 Cantate nr. 3, voor gemengd koor, vrouwenkoor, mannenkoor, kinderkoor, samenzang, beiaard, orgel en symfonisch blaasorkest - tekst: C. Rijnsdorp (geschreven in opdracht van de Nederlandse Christelijke Radio Vereniging (NCRV) voor de jubileumontmoeting op 7 juni 1954)
- 1956 Laus Pacis (cantate nr. 5), voor sopraan, mannenkoor, piano (celesta) en blazers - op teksten van Desiderius Erasmus (geschreven voor en opgedragen aan Venlona)
- 1960 Partita Bucolica - Bucolische suite van zes klankstukken, voor harmonieorkest
  1. Intrada seria
  2. Segnale
  3. Ballade
  4. Scherzo
  5. Canzionetta malinco...
  6. Finale
- 1963 Concert nr. 2 in E groot, voor dwarsfluit en harmonieorkest
- 1964 Dubbelconcert - In memoriam Paul Hindemith in C groot, voor fagot en contrafagot en harmonieorkest
- 1965 Pittsburgh Concerto, voor blaasorkest en geluidsband
- 1966 Symphonie Nr. XIII in A groot, voor symfonisch blaasorkest
- 1967 Concert in A groot, voor harp en harmonieorkest (Opgedragen aan Phia Berghout en haar wondermooi werk in Queekhoven gecomponeerd op instigatie van Robert Austin Boudreau)
- 1968 Armageddon, voor sopraan solo, symfonisch blaasorkest en geluidsband
- 1969 Tower Music in F groot, voor twee groepen met koperblazers en pauken
- 1969 Ragtime, voor twee groepen met koperblazers en slagwerk
- 1970 Concert - Tripelconcert Nr. 2 in Es groot, voor drie hoorns, geluidsband, celesta en harmonieorkest
- 1970 Greensleeves in G groot, voor harmonieorkest (opgedragen aan de overleden Irma d'Ascenzio (lid van het bestuur van "The American Wind Symphony Orchestra"))
- 1970 Old Dutch Christmas Carol, voor koperblazers, geluidsband, harp, celesta en slagwerk
- 1972 Transitions in F groot, voor symfonisch blaasorkest
- 1973 Cantate nr. 8 (song of myself), voor verteller, gemengd koor, orgel, geluidsband en harmonieorkest - tekst: Walt Whitman
- 1974 Trompetstemming, Madrigaal voor mannenkoor en harmonieorkest - tekst: Pierre Kemp (1886-1967) (geschreven in opdracht van RONZ)
- 1975 Concert (American Folksong Suite), voor althobo en harmonieorkest
- 1976 Lieshout en zijn molens, voor harmonie- of fanfareorkest
- 1978 Ciacona Concertante, voor harmonieorkest naar een thema van Tomaso Vitali en Michel-Richard Delalande
- 1979 Ariosi e Fugati, voor fanfareorkest
- 1979 Golden Age, voor harmonie- of fanfareorkest
- 1979 Epiphany, voor harmonieorkest op een volkslied vanuit Ticino I tre re
- 1979 Concert in E groot, voor klarinet en harmonieorkest
- 1980 Concert piece (Phantasy and quodlibet on marksmenmarch-motifs), voor klarinet en blazers
- 1980 Reflections, voor harmonieorkest
- 1981 Tripelconcert nr. III, voor dwarsfluit, hobo, klarinet, en harmonieorkest
- 1981 Royal Fanfare in Bes groot, voor koperblazers, pauken en slagwerk (ter gelegenheid van het 25-jarig bestaan van The Amerrican Wind Symphony Orchestra)
- 1981 Sinfonietta Nr. II, voor harmonieorkest
- 1982 Ciacona Seria in F groot, voor brassband
- 1983 Images, voor fanfareorkest
- 1983 Conflicts and Confluences (Symphonie Nr. XV), voor harmonieorkest
- 1984 Quadrupelconcert in Es groot, voor saxofoonkwartet (SATB) en harmonieorkest
- 1984 Three Apparitions of a Hymn, voor sopraan, sopraankoor (unisono), harp, orgel, geluidsband en harmonieorkest
- 1984 Sagas, voor fanfareorkest
- 1984 Figures Sonores, voor harmonieorkest
- 1985 Ciacona Seria, voor Brassband
- 1985 Concert nr. 2 voor cello en harmonieorkest
- 1986 Concert voor klavecimbel in A (BWV 1055) van Johann Sebastian Bach, voor blazers
- 1986 Introduction, Variations and Indonesian National Anthem, voor harmonieorkest
- 1986 Concert, voor trombone en harmonieorkest

### Missen, oratoria en cantates
- 1936 Feestcantate, voor sopraan, alt, tenor en bas solo en achtstemmig gemengd koor (SSAATTBarB) (fragment)
- 1937 Honestum Petimus Usque, cantate voor sopraan solo, tweestemmig vrouwenkoor, eenstemmig mannenkoor en klein orkest
- 1946 Missa brevis
- 1947 Maria, Liedercyclus voor 4 (of meer) solisten , vijfstemmig (of meer) gemengd koor, dwarsfluit en cello
- 1948 Apocalyps (Visioen van Johannes), oratorium op teksten uit de Openbaring van Johannes voor declamator, sopraan, alt, tenor, bas, gemengd koor en orkest - (opgedragen aan het Toonkunstkoor te Rotterdam en zijn dirigent Otto Glastra van Loon)
- 1954 Cantate nr. 4 in e klein, cantate voor achtstemmig gemengd koor en orkest (geschreven in opdracht van Nederlandse Radio Unie (NRU) voor een nationale feestdag)
- 1959 Psalm 147, voor kinderkoor, klein gemengd koor, groot gemengd koor en orkest
- 1961 Stultitiae laus (Cantate nr. 6), cantate voor gemengd koor en orkest op teksten uit "De lof der zotheid" van Desiderius Erasmus
- 1961 Te Deum voor mannenkoor en orkest (In vriendschap en waardering opgedragen aan C.K.J.M. Receveur ter gelegenheid van zijn 25-jarig voorzitterschap van Venlona)
- 1962 Jonah, oratorium (Stereo-radiofonisch klankgedicht) (Geschreven in opdracht van de Nederlandse Radio Unie (NRU) en opgedragen aan de Nederlandse consul in Adelaide Eric McLauglin)
- 1965 Ave maris stella in D groot voor vrouwenkoor en orkest (gecomponeerd voor Ria Borgmeijer)
- 1971 St. Mark Passion, voor 2 tenoren, 2 bassen, achtstemmig mannenkoor, orkest en geluidsband
- 1985 Missa Antiphonica voor twee gemengde koren (SATB/SATB)

### Muziektheater

#### Opera's
| Voltooid in | titel                    | aktes                      | première                                          | libretto                   |
| ----------- | ------------------------ | -------------------------- | ------------------------------------------------- | -------------------------- |
| 1942        | De Nachtwacht            | 3 bedrijven                | 13 mei 1950, Antwerpen                            | Tom Bouws                  |
| 1948        | Liefde's listen en lagen | 3 bedrijven                | 6 januari 1948, Hilversum, concertante uitvoering | De componist en Tom Bouws  |
| 1959        | Salto mortale            | Tv-kameropera in 12 scènes | 19 juni 1959, Eindhoven                           | De componist en Belcampo   |
| 1960        | Martin Korda D.P.        | 3 bedrijven                | 15 juni 1960, Stadsschouwburg Amsterdam           | De componist en Ab van Eyk |

#### Radio-opera's
| Voltooid in | titel                                                                      | aktes       | première                    | libretto                     |
| ----------- | -------------------------------------------------------------------------- | ----------- | --------------------------- | ---------------------------- |
| 1954        | Orestes                                                                    | 3 bedrijven | 24 september 1954, Florence | De componist en Jan Starink  |
| 1957        | Asterion (geschreven in opdracht van de Suid-Afrikaanse Uitsaaikorporasie) | 4 bedrijven | 11 april 1958, Johannesburg | Nicolaas Petrus van Wyk Louw |

#### Balletten
| Voltooid in | titel | aktes       | première                                    | libretto                                    | choreografie  |
| ----------- | --- | ----------- | ------------------------------------------- | ------------------------------------------- | ------------- |
| 1941        | Orpheus en Eurydice | 4 taferelen | 17 april 1941, Amsterdam, Stedelijk theater | Yvonne Georgi naar J. W. F. Werumeus Buning | Yvonne Georgi |
| 1956        | Balletto serioso (L'apparecchio minacciante) 1. Introduzione in cis klein 2. Valser in c klein 3. Thema con variazioni in G groot 4. Ragtime in C groot 5. Romanza in c klein 6. Marcia in C groot 7. Air in c klein 8. Epilogo in c klein |             |                                             |                                             | Sonia Gaskell |
| 1956        | Kain |             |                                             |                                             |               |
| 1960        | Die Frau von Andros |             |                                             |                                             |               |
| 1961        | Marionetten, scènische première van Variations électroniques |             |                                             |                                             |               |

#### Toneelmuziek
- 1937 Heroische Ouverture, toneelmuziek bij Vondels "Gijsbreght van Aemstel" voor spreekstem, zangstem(men)/koor en instrumentale begeleiding
- 1951 Tooneelmuziek bij "Ifigeneia in Taurië" - tekst: Euripides (geschreven voor Johan de Meester en de Nederlandse Comedie ter gelegenheid van het Holland Festival in 1951)
- 1952 Tooneelmuziek bij "De Gravin Catelene", voor orkest - tekst: W.B. Yeats in de vertaling van A. Roland Holst
- 1971 Turned on or "Seven ways from here to there", theaterstuk voor kinderen op een libretto van Claire Birsh Merrill

### Werken voor koor
- 1967 Genesis, voor mannenkoor, vier slagwerkers en elektronisch geluidsband (Opgedragen aan het Koninklijk Mannenkoor "Die Haghe Sangers" en hun dirigent Jos Vranken ter gelegenheid van hun 50-jarig bestaan)
- 1970 Klaagsang uit "Die dieper reg" voor gemengd koor en orkest - tekst: N.P. van Wijk Louw (Opgedragen aan Rosa Louw en Gladstone Louw)
- 1983 Ballade van de twee koningskinderen geschreven voor het Zeekants Meisjeskoor Mea Dulcea
- 1985 De Zoom en Jubelstadje, 2 liederen op teksten van Anton van Duinkerken - geschreven voor het Zeekants Meisjeskoor Mea Dulcea en zijn dirigent Wim Steenbak bestemd voor de feestelijkheden ter gelegenheid van 700 jaar Heerlijkheid Bergen op Zoom

### Vocale muziek
- 1936 Vier Wiegeliedjes - uit het Spaans vertaald door Hendrik de Vries voor zang en piano
- 1939 Drie Kerstliederen - op anonieme Latijnse teksten, voor sopraan en orkest
- 1943 Chansons Orientales, voor zangstem en piano (of klavecimbel)
- 1944 Ariettes für Gesang und Piano
- 1948 Drie Duetten, voor sopraan, alt en strijkorkest - op Middelnederlandsche teksten van Hoffmann von Fallersleben
- 1963 Burying Friends (Hommage à Francis Poulenc, voor zangstem en piano
- 1970 Ballade van die bloeddorstige jagter (Cantate nr. 7), cantate voor 4 (of meer) solisten, gemengd koor (5- of meer stemmig) en orkest - tekst: op een gedicht van G.A. Watermeyer (Geschreven in opdracht van de Suid-Afrikaanse Uitsaaikorporasie (S.A.U.K.)) won de Prix Italia in 1971

### Kamermuziek
- 1927 Sonate, voor viool en cello
- 1928 Quintet I, voor dwarsfluit, klarinet in Bes, viool, altviool en cello
- 1928 Sonatine, voor twee dwarsfluiten
- 1928 Sonate, voor twee violen
- 1928 Sonate, voor viool en altviool
- 1928 Sonate, voor viool en piano
- 1928 Sonate I, voor viool en piano
- 1929 Sonate I, voor cello en piano
- 1928 Strijkkwartet
- 1929 Quintet II (1e blaaskwintet), voor dwarsfluit, hobo, klarinet in Bes, fagot en hoorn in F
- 1929 Sonate, voor hobo en piano (Aan Jaap Stotijn)
- 1929 Strijkkwartet nr. 2
- 1931 Sonate IV, voor viool en piano
- 1934 Sonate, voor cello en piano
- 1934 Trio I, voor viool, cello en piano (Opgedragen aan George van Renesse, Ferdinand Helman en Henk van Wezel)
- 1935 Sonate II, voor cello en piano
- 1935-1936 Strijkkwartet nr. 2 (Aan het Nieuwe Hongaarsche Strijkkwartet)
- 1936 Capriccio voor fluit en piano
- 1936 Kwintet nr. III (Capriccio), voor dwarsfluit, viool, altviool, cello en harp (Geschreven voor het Hollandsch Instrumentaal Kwintet)
- 1944 Strijkkwartet nr. 3 (Opgedragen aan het Röntgen-Strijkkwartet)
- 1946 Air triste, voor dwarsfluit en piano
- 1946 Aria trista e rondo giocoso in d klein voor fluit, klarinet, harp, piano en strijkkwartet
- 1946 Vier Voordrachtstukken, voor cello en piano
- 1947 Koperkwartet
- 1949 La malinconia voor altsaxofoon en piano
- 1950 Ballade voor fluit en harp
- 1950 Drie Nederlandsche Dansen, voor blaaskwartet
- 1951 Sonate voor altviool en piano[2]
- 1952 Cavatina for solo melodie-instrument en piano
- 1952 Cavatina voor alt-sax en piano
- 1952 Cavatina voor alt-fluit (viool) en harp
- 1952 Octet, voor klarinet, fagot, hoorn, 2 violen, altviool, cello, contrabas (Opgedragen aan het "Wiener Oktett")
- 1952 Sextet, voor dwarsfluit, hobo, klarinet, fagot, hoorn en piano
- 1957 Romance, voor viool en piano
- 1960 Rondino, voor viool en piano
- 1963 Sonate no.2, voor twee violen
- 1966 Strijkkwartet nr. 4 (Gecomponeerd in opdracht van de "Stichting Huygens-Fokker" in de 31-toonsystem)
- 1967 Sonate no. 3 voor twee violen
- 1980 Strijkkwartet nr. 5 Metamorfosen van een "Benedictus" uit de mis "Laudate Dominum" van Orlando di Lasso
- 1981 Quartet nr. VI
- 1981 Trio N° XI, voor twee violen en archifoon (speciaal soort orgel) (geschreven in het 31-toon-systeem in opdracht van het Haarlems Muziekfonds)
- 1982 Quartet VII
- 1982 Sonata, voor dwarsfluit en harp
- 1983 Introduction, theme and 9 variations, voor viool en gitaar
- 1983 Largo cantabile, voor altsaxofoon en piano
- 1983 Sonata, voor dwarsfluit en gitaar
- 1984 Sonate V, voor viool en piano
- 1985 Quintet nr. VI, voor Bes klarinet, viool, cello, gitaar en harp

### Werk voor orgel
- 1929 Toccata
- 1938 Canzona voor hobo en orgel / Preludium in C voor orgel solo
- 1952 Preludium en fuga nr. I
- 1952 Preludium en fuga nr. II
- 1954 Suite van kleine klankstukken
- 1962 Trio, voor viool, altviool en gitaar
- 1967 Canzona voor hoorn in F en orgel
- 1967 It is dawning in the East, balladeske variaties over een oud Nederlands liefdeslied voor orgel en gitaar
- 1967 Quempas (quem pastores adorabant) voor alt-viool en orgel
- 1971 Canzona voor C-trompet en orgel
- 1977 Apparizioni
- Enkele Preludes en Fuga's, een Passacaglia

### Werk voor piano
- 1927 Suite, voor piano vierhandig
- 1927 5 kleine pianostukken
- 1927 Twee Grotesken, voor twee piano's
- 1930 Praeludium
- 1930 Suite
- 1934 Sonate (opgedragen aan Prof. Dr. Ir. J.A.A. Mekel)
- 1935 Roemeensche Reisschetsen
- 1936 Sonatine I
- 1938 Thema con varizioni
- 1939 Balletto grottesco per due pianoforti
- 1940 Reeks van Kleine Klavierstukken
- 1941 Sonate II
- 1944 Sonate III
- 1945 Arcadia I, tien stukjes op tien witte toetsen
- 1945 Arcadia II, tien stukjes voor piano vierhandig - de eerste partij op tien witte toetsen
- 1945 Arcadia III, tien stukjes op tien toetsen
- 1945 Arcadia IV, tien stukjes voor piano vierhandig - de eerste partij op tien toetsen
- 1945 Arcadia V, tien stukjes zonder onderzetting van de duim
- 1945 Sonate IV (Aan Cor de Groot in trouwe vriendschap opgedragen)
- 1945 Sonatine II
- 1945 Sonate V
- 1947 Sonate VI (Voor Cor de Groot, wiens vriendschap en fenomenale pianistiek peet zijn geweest bij het ontstaan van deze sonate)
- 1950 Sonatine III (Sonatina miniatura)
- 1951 la Manière de ..., zes variaties op een volkslied
- 1955 Balletto serioso per due pianoforti l'apparecchio minacciante
- 1958 Sonatine IV
- 1967 Adagio cantabile voor piano
- 1967 Arcadia VI, lichte pianostukken met onderzetting van de duim
- 1967 Arcadia VII, kleine pianostukken
- 1967 Arcadia VIII kleine pianostukken vierhandig
- 1974 Canarie, voor piano (geschrieben für meinen lieben Freund Hellmut Schoell mit Verwendung einer 1971 in Teneriffe aufgezeichneten von einem Bauarbeiter gepfiffenen Melodie)
- 1975 Balletto notturno per due pianoforti
- 1976 Quaderni sonori
- 1977 La Mejicana (für meinen lieben Freund Hellmut Schoell zu seinem Geburtstag 5 november 1978)
- 1978 Beguine, voor een zilveren bruidspaar 28 april 1978 - piano vierhandig
- 1982 Images de Noël - petite suite
- 1982 Passacaglia op B-E-Es-C

### Werken voor gitaar
- 1961 Twaalf preludes voor gitaar
- 1985 Preambolo, Aria e Posludio sopra un canto medievale fiammingo ("Congedarsi è amaro")

### Werken voor accordeon
- 1976 Twentse Suite voor accordeonorkest
- 1981 Sonate, Cyclus van vijf stukken voor accordeon solo

### Werken voor mondharmonica
- 1957 Blues, voor mondharmonica (chromonica III) en piano

### Werken voor slagwerk
- 1973 Toccata, voor marimba (gecomponeerd voor M. Takahashi)

### Werk voor de film
- 1957 The Flying Dutchman
- 1964 Freud: The Secret Passion
- 1966 Tronfølgern i Latin Amerika
- 1968 Indifference

### Elektronische werken
- 1952 Countess Cathleen (fragment)
- 1956 Kain ballet
- 1958 Evolutionen ballet
- 1958 De hoorschelp
- 1958 Genesis ballet
- 1959 The Woman of Andros ballet
- 1961 Toccata I und II
- 1970 Kontrapunkte

## Publicaties
- De hedendaagsche Nederlandse muziek. Amsterdam. Bigot & Van Rossum. 1936.
- Tonaliteitsproblemen in de nieuwe muziek. Brussels. Koninklijke Academie van Wetenschappen, Letteren en Schone Kunsten. 1951.
- Aantekeningen over enige fundamentele elementen in de muziek (I-IV). Mens en Melodie. vol. 41. 1986. p. 380-388, 452-453, 503-509, 547-551
- Sur les possibilités et les limtations de la musique, in: Rbm 13, 1959.
- Over 31-toon-stemming: in het algemeen en in het bijzonder gedemonstreerd aan de hand van een eigen compositie, Mededelingen van de Koninklijke Academie voor wetenschappen, letteren en schone Kunsten van België: Klasse der schone Kunsten, Brussel: Koninklijke academie voor wetenschappen, letteren en schone kunsten van België 1978. 23 p.
- Arthur Meulemans, Mens en melodie. 9 (1954), p. 109-112.
- samen met Louis Marie George Arntzenius en J. Kunst: Encyclopedie van de muziek, Elsevier, 1956/1959, 719 p., 2 vols.
- diverse artikelen in Elseviers Weekblad (1952/1953) en diverse tijdschriften.